# Data General AOS
AOS (Advanced Operating System) is een familie van besturingssystemen voor de minicomputers van Data General (DG). AOS werd geïntroduceerd in 1976 voor de 16-bits Eclipse-lijn, gevolgd door AOS/VS (Advanced Operating System/Virtual Storage) en AOS/RT32 in 1980 en AOS/VS II in 1988 voor de 32-bits Eclipse MV-lijn.

## AOS en AOS/VS
AOS/VS maakte gebruik van de beveiligingsarchitectuur met 8 ringen van de Eclipse MV-hardware, waarbij ring 7 de minst bevoorrechte was en ring 0 de meest bevoorrechte. De AOS/VS kernel draaide in ring 0 en gebruikte adressen in ring 1 voor datastructuren gerelateerd aan virtuele adresvertalingen. Ring 2 werd niet gebruikt en was gereserveerd voor toekomstig gebruik door de kernel. De Agent, die een groot deel van de systeemoproepvalidatie voor de AOS/VS kernel uitvoerde, evenals I/O buffering en veel compatibiliteitsfuncties, draaide in ring 3 van elk proces. Ring 4 werd gebruikt door verschillende DG-producten zoals de INFOS II DBMS. Ringen 5 en 6 waren gereserveerd voor gebruikersprogramma's, maar werden zelden gebruikt, behalve voor grote software zoals de MV/UX emulator en Oracle die ring 5 gebruikten. Alle gebruikersprogramma's draaiden in ring 7.
De AOS software was veel geavanceerder dan concurrerende PDP-11 besturingssystemen. 16-bits AOS-applicaties draaiden native onder AOS/VS en AOS/VS II op de 32-bits Eclipse MV-lijn. AOS/VS was het meest gebruikte DG-softwareproduct en bevatte een command-line interpreter (CLI) die complexe scripting mogelijk maakte.
De 16-bits versie van de CLI staat bekend om zijn Easter egg dat refereert aan de interne codenaam van AOS/VS: een gebruiker die het commando xyzzy typte, kreeg als respons van de CLI "Nothing Happens". Toen een 32-bits versie van de CLI beschikbaar kwam onder AOS/VS II, meldde dezelfde opdracht in plaats daarvan "Twice As Much Happens".
Ook het Unix-besturingssysteem was beschikbaar: MV/UX was een aangepaste versie van System V.2 Unix die onder AOS/VS draaide.
De AOS- en AOS/VS-kernels waren volledig in assembleertaal geschreven. Vrijwel alle AOS- en AOS/VS-hulpprogramma's die in de releases van het besturingssysteem waren opgenomen, werden geschreven in DG/L, een variant van ALGOL/60. Aanvankelijk volgden AOS/VS-hulpprogramma's nauwgezet de ontwikkeling van de AOS-broncode. Naarmate AOS/VS volwassen werd, werden veel van de door DG geleverde hulpprogramma's herschreven om te profiteren van de 32-bits adresruimte en om de afhankelijkheid van assembleertaal te verminderen, wat vaak resulteerde in aanzienlijke verbeteringen in functionaliteit, prestaties en betrouwbaarheid in vergelijking met hun AOS-voorouders.

## AOS/VS II
AOS/VS II werd geïntroduceerd in 1988 en zou oorspronkelijk gewoon versie 8.00 van het AOS/VS-besturingssysteem zijn. Het introduceerde echter een nieuw bestandssysteem dat niet compatibel was met het originele AOS- en AOS/VS-bestandssysteem en bevatte ook nieuwe functies zoals Access Control List (ACL)-groepen. Omdat sommige klanten niet wilden upgraden naar het nieuwe bestandssysteem of niet wilden investeren in nieuwe hardware, stemde Data General ermee in om de bugfix-ondersteuning van "Classic" AOS/VS voort te zetten, terwijl de nieuwe ontwikkelingen onder de naam AOS/VS II zouden uitgebracht worden met versienummer die opnieuw van 1.00 zouden beginnen.
Andere nieuwe functies die deel uitmaakten van AOS/VS II waren onder andere een volledige TCP/IP-stack, NFS-ondersteuning, uitgebreide kerneladresruimte met behulp van ring 1 en een logische cache voor gebruikersgegevens op schijfniveau. Classic AOS/VS had een cache voor metadata op schijfniveau, maar niet voor gebruikersgegevens.